# 後港仔燕霧堡會戰
後港仔燕霧堡會戰，是戴潮春事件系列戰役之一，自同治元年（1862年）農曆八月十六日，原福寧鎮總兵曾玉明率兵攻佔秀水庄後，與天地會紅旗軍黃阿起率領的民練團對峙，黃阿起憑藉竹圍密林的守禦條件，讓官軍久攻後港仔、枋寮、湳尾等地不下，雙方陷入長期僵持。同治二年（1863年）農曆四月，從福建調派署臺灣北路協副將曾元福、五月間從廣東省調派游擊官蕭瑞芳等官軍助陣，前後攻打三年，皆無斬獲。

## 背景
同治元年（1862年），曾玉明時任福寧鎮總兵，奉命討剿閩、浙一帶太平天國叛軍:123，農曆五月間赴往臺灣，參與平定戴潮春叛亂事宜，但曾玉明僅率600名兵力來臺，其兵力自保有餘，難以大規模征討反抗軍，實際上，根據時任福建巡撫徐宗幹的指示，曾玉明在臺灣的任務以「討剿」、「招撫」兩方並行，招募鹿港庄沿海村莊之後:844，偶有馬鳴山燕霧堡會戰、秀水燕霧堡會戰與天地會部眾鏖戰，曾玉明駐軍秀水庄，和盤據彰化縣城的天地會部眾對峙之餘，命委提標營游擊官蘇長安戍守鹿港，並廣為募款備軍餉，又令都司胡松齡、千總呂騰蛟率兵坐防，卻因久無勝場，士氣日趨低迷。

## 過程

### 曾玉明久戰黃阿起

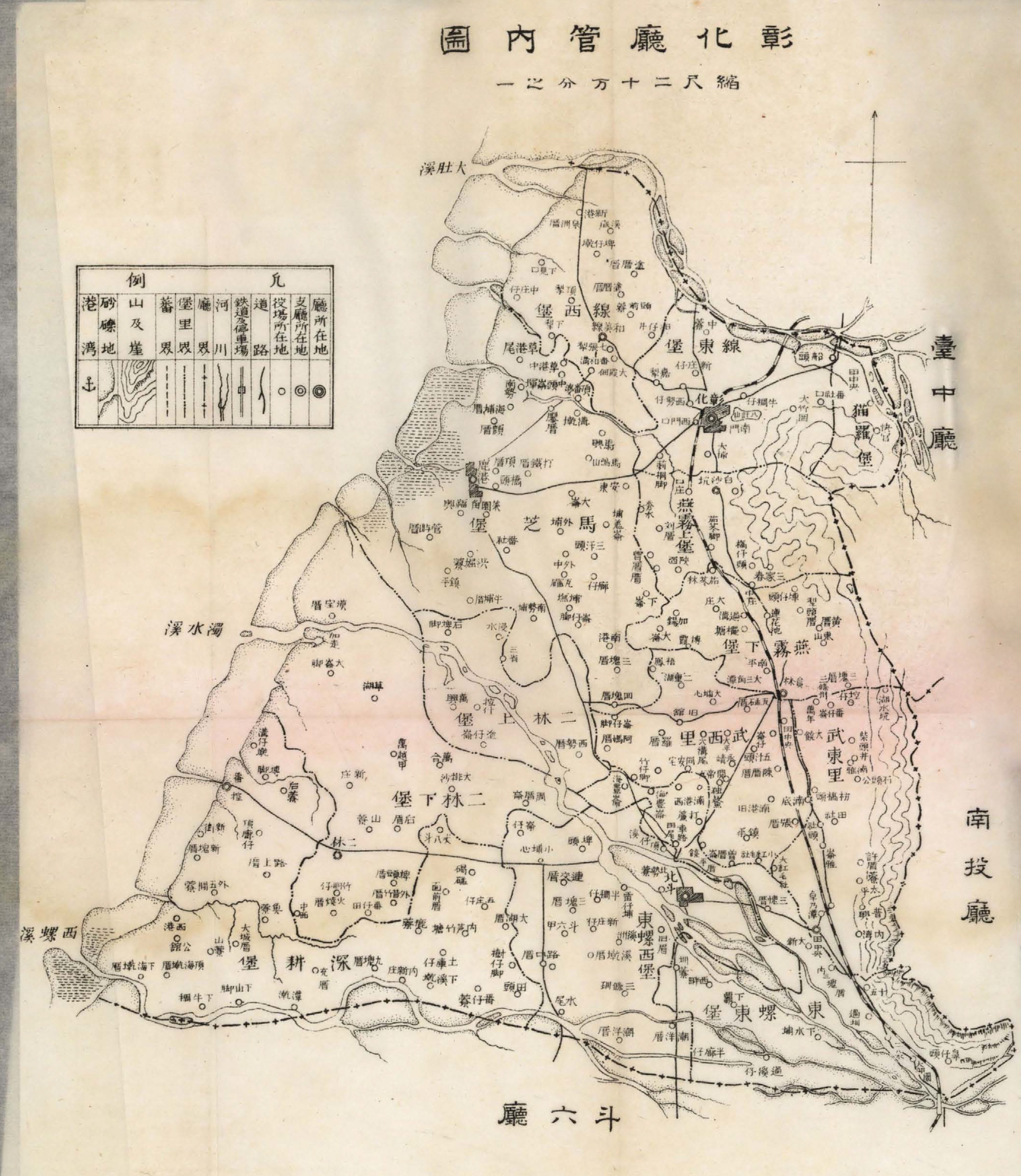
日治時期臺灣總督府頒定於1901年至1909年間的臺灣縣彰化廳區域圖（本圖繪製於1905年），此行政區域尚屬臨時過渡時期，大體延續清制。本圖亦記錄許多清代的古地名可索驥。

曾玉明自同治元年（1862年）五月接連在彰化縣城外各堡交界處而該年八月十六日，曾玉明軍隊與地方民練首領葉虎鞭、陳大戇在秀水燕霧堡會戰中從天地會部眾奪下秀水庄、安東庄之後，面對後港仔庄的黃阿起，搭建與枋寮、湳尾結寨相持的竹圍，始終難以越雷池一步。
根據蔡青筠《戴案紀略》所述，其竹圍密菁厚實如高地城牆，且竹圍外四處挖坑，內埋竹簽為陷，並於竹圍內四方搭架銃樓，徹夜暸望官軍動靜。竹城乃用莿竹所圍，竹質堅硬，刀劍難斷，官軍嘗試放火焚燒，亦燒不透，或以草把捲其竹簽，但又旋即被紅軍以大釘補釘回去。曾玉明為了攻破後港仔竹圍，下令造孔明車，將沾水的濕綿鋪在車頂，士兵臥伏在綿布下，衝撞竹圍；紅旗軍則將銅製銃子炒過油，並把銃子削成兩個尖頭，大幅增加射擊穿透力，火銃發出穿透綿績，造成孔明車兵士三十餘人陣亡。曾玉明另造高四丈餘的土堡，加裝大炮，但紅旗軍挖土坑避火炮以應，轟而無效。
曾玉明久攻後港仔等三庄期間，僅有燕霧二十四庄民團之一葉虎鞭、金門鎮標左營守備黃炳榮攻下烏瓦庄，以期同攻湳尾庄，略有所獲。
同治元年（1862年）九月十七日，臺灣鎮總兵林向榮在斗六門之役中陣亡，臺灣鎮總兵一職懸缺，而臺灣水師協副將王國忠亦於此役陣亡，臺灣北路協副將林得成更早於五月間自殺；同治二年（1863年）二月間，清廷鑒於臺灣鎮內無人頂缺，乃命曾玉明自福寧鎮總兵去職（由林文察接任:123），暫代臺灣鎮掛印總兵，持續督辦臺灣軍務。
根據林豪《東瀛紀事》記載，曾玉明接臺灣總兵官印之後，曾聯絡彰化縣城內的陳鐘麒，充作內應。陳鐘麒與秀才陳玉昆（陳鐘麒之姪）、總理陳魁與林鳳，私下與百姓潘知、林張密約定期起事策反，但消息走露，紅軍首領之一林日成執殺潘知全家，對陳鐘麒施以酷刑，要求陳鐘麒供出同謀，許以富貴，但陳鐘麒垂死之際仍不肯吐露一人，陳家於是傾家蕩產，以二千金贖回陳鐘麒一命。
不過，曾玉明書信聯繫陳鐘麒、林日成怒殺潘知事宜，在吳德功《戴施兩案紀略》版本之中，時間卻是在同治元年（1862年）五月間，即曾玉明初來鹿港之際。

### 曾元福赴臺馳援
同治二年（1863年）四月，鹿港海防分府同知興廉，鑒於曾玉明久攻不克，戰況僵持，奏報福州將軍覺羅耆齡，請求派援添兵；覺羅耆齡委派曾元福率領1000名兵勇赴臺，並於鹿港上岸，旋即屯兵白沙坑、觀音山兩處（今彰化縣花壇鄉）。
曾元福原籍泉州，咸豐九年（1859年）因參與鎮壓鳳山林恭事件，因功升任臺灣北路協副將，咸豐11年（1861年），清廷為討繳江西一帶流竄的太平軍，徵調曾元福率勇過海平亂，也立下不少戰功，被覺羅耆齡通報軍機處，登錄為「記名總兵」，即當總兵官出現職缺時，優先考慮遞補。故同治二年（1863年）曾元福返臺，其官銜雖為「臺灣北路協副將」，乃掛「記名總兵」。當時軍中兩大主帥（臺灣鎮總兵、臺灣北路協）皆姓曾，時人多稱曾玉明為「大曾」、曾元福為「小曾」，做為區別。
天地會紅軍見官軍插旗觀音山，離縣城僅四里許，亦佈陣大岸頭、湳尾嚴陣以待。曾元福分兵二路，一路令藍翎五品軍功梁徵辰、把總林逢照、林清輝埋伏虎山巖後礦底蓄勢以待，另一路由烏瓦庄進攻大岸頭。曾元福傳信予曾玉明，約以進攻後港仔及湳尾以分散紅軍兵力。同時又有燕霧二十四庄大總理陳捷魁，以及李華文、陳宗文率民團助陣，發動數十次攻擊行動，天地會所築後港仔竹圍依然堅若磐石，不為所動。
同治二年（1863年）五月，鹿港同知興廉見曾玉明、曾元福相繼失利，再度奏請覺羅耆齡加派大炮，以期增添武力。廣東省游擊蕭瑞芳、守備陳啟祥押運十餘尊大炮，五月間自鹿港抵臺。曾玉明遂命民軍首領葉虎鞭、陳大戇帶兵駐紮水梡橋（亦作水返橋），又命蕭瑞芳偕守備游紹芳、都司胡松齡同攻湳尾港仔，以火炮砲轟後竹圍，但竹圍過密，僅折一半，竹尾覆垂之下，天地會銃樓牆厚仍不致崩塌，官民軍猶不能克。

## 後續
同治二年（1863年）五月間，曾玉明紮營秀水庄、曾元福屯兵白沙坑，久攻後港仔竹圍不下，戰事持續陷入僵持。同一時期，主理嘉義縣戰事的署福建水師提督吳鴻源被臺灣道道尹洪毓琛撤職，清廷命曾元福代掌吳鴻源水師提督職。六月，洪毓琛任內病卒；曾元福下屬梁徵辰在白沙坑戰死。七月，曾元福又收到閩浙總督檄文，要求曾元福接篆（福建水師提督官印），正逢駐白沙坑的兵士多名染疫，曾元福因此撤軍，並循海道乘船至嘉義縣麥寮港登岸，接掌提督篆印，統御吳鴻源留下來的部隊。
另外根據《明清檔案》版本，吳鴻源的撤職命令乃時任閩浙總督左宗棠所下，奏報時間為同治二年（1863年）農曆七月廿八日，福建巡撫徐宗幹已先於七月奏准由曾元福署理福建水師提督職務，曾元福因染病之故，直到九月廿一日才抵達嘉義接任。:852